# Giovanni Colella
Giovanni Colella (Salerno, 10 agosto 1966) è un allenatore di calcio ed ex calciatore italiano, di ruolo difensore.

## Carriera
Cresciuto fin da piccolo nel Veneto inizia la carriera da tecnico nel 1991, nelle giovanili del Sandonà. Dopo alcune esperienze alla guida di Belluno, Treviso – dove è stato tecnico della formazione Berretti – e Città di Jesolo, nel 2004 torna sulla panchina del Sandonà, in Eccellenza. Nel 2007 guida la squadra alla promozione in Serie D.
Il 16 luglio 2009 viene nominato responsabile del settore giovanile del Mezzocorona. Nel 2010 gli viene affidata la panchina della formazione Berretti del Verona. Il 24 febbraio 2013 sostituisce Silvio Paolucci – di cui era stato vice – sulla panchina del Como, in Lega Pro Prima Divisione. Il 12 gennaio 2015 viene esonerato.
Il 14 dicembre 2015 subentra sulla panchina del Renate. Dopo aver guidato la squadra alla salvezza, il 25 maggio 2016 la società comunica che il contratto del tecnico non sarà rinnovato. Il 22 luglio 2016 viene nominato tecnico del Siena, in Lega Pro. Il 12 dicembre viene sollevato dall'incarico.
Il 4 dicembre 2017 sostituisce Giuseppe Magi sulla panchina del Bassano. A fine stagione l'imprenditore Renzo Rosso rileva all'asta il Vicenza, fondendo le due società, confermando il tecnico alla guida della squadra veneta. Il 27 dicembre 2018 viene esonerato dopo una serie di risultati negativi. Il 24 febbraio 2019 viene richiamato alla guida del Vicenza. A fine stagione viene sostituito da Domenico Di Carlo.
Il 19 novembre 2019 viene nominato tecnico del Rimini. Allena la squadra fino a febbraio, prima della sospensione del campionato, finalizzata al contenimento dell'emergenza epidemiologica da COVID-19. Nonostante mancassero 11 giornate da giocare, a giugno il Consiglio Federale della FIGC decreta la retrocessione della squadra – all'ultimo posto in classifica in quel momento – condannando il Rimini alla Serie D.
Dopo una breve esperienza alla guida dell'Apolonia Fier, formazione impegnata nel campionato albanese, il 9 marzo 2021 viene nominato tecnico del Legnago, in Serie C. Il 27 dicembre 2021 viene sollevato dall'incarico. Il 28 marzo 2022 torna sulla panchina della squadra veneta, in sostituzione di Michele Serena.
Il 10 agosto 2022 torna in Albania, accordandosi con il Partizani Tirana. Dopo un duro testa a testa durato tutto il campionato termina a pari punti con il Tirana, ma vince il campionato per gli scontri diretti. Al termine della stagione decide di non proseguire in Albania e rassegna le dimissioni.
Nel 2024 è advisor della nazionale delle Comore
Nel settembre 2024 affronta una nuova avventura firmando per il club kossovaro del Feronikeli. Il 17 febbraio 2025 da le dimissioni.

## Statistiche

### Statistiche da allenatore
Statistiche aggiornate al 19 febbraio 2025. In grassetto le competizioni vinte.
| Stagione        | Squadra          | Campionato      | Campionato | Campionato | Campionato | Campionato | Coppe nazionali | Coppe nazionali | Coppe nazionali | Coppe nazionali | Coppe nazionali | Coppe continentali | Coppe continentali | Coppe continentali | Coppe continentali | Coppe continentali | Altre coppe | Altre coppe | Altre coppe | Altre coppe | Altre coppe | Totale | Totale | Totale | Totale | % Vittorie | Piazzamento              |
| Stagione        | Squadra          | Comp            | G          | V          | N          | P          | Comp            | G               | V               | N               | P               | Comp               | G                  | V                  | N                  | P                  | Comp        | G           | V           | N           | P           | G      | V      | N      | P      | %          | Piazzamento              |
| --------------- | ---------------- | --------------- | ---------- | ---------- | ---------- | ---------- | --------------- | --------------- | --------------- | --------------- | --------------- | ------------------ | ------------------ | ------------------ | ------------------ | ------------------ | ----------- | ----------- | ----------- | ----------- | ----------- | ------ | ------ | ------ | ------ | ---------- | ------------------------ |
| 2000-2001       | Belluno          | D               | 24         | 8          | 11         | 5          | CI-D            | 2               | 0               | 0               | 2               | -                  | -                  | -                  | -                  | -                  | -           | -           | -           | -           | -           | 26     | 8      | 11     | 7      | 30,77      | Eson.                    |
| 2002-2003       | Città di Jesolo  | D               | 34         | 10         | 14         | 10         | CI-D            | 2               | 1               | 0               | 1               | -                  | -                  | -                  | -                  | -                  | -           | -           | -           | -           | -           | 36     | 11     | 14     | 11     | 30,56      | 9º                       |
| 2003-2004       | Sandonà          | Ecc.            | 14+2       | 9+1        | 4          | 1+1        | CI-Dil          | -               | -               | -               | -               | -                  | -                  | -                  | -                  | -                  | -           | -           | -           | -           | -           | 16     | 10     | 4      | 2      | 62,50      | Sub., 2º                 |
| 2004-2005       | Sandonà          | Ecc.            | 30         | 12         | 11         | 7          | CI-Dil          | 5               | 3               | 0               | 2               | -                  | -                  | -                  | -                  | -                  | -           | -           | -           | -           | -           | 35     | 15     | 11     | 9      | 42,86      | 6º                       |
| 2005-2006       | Sandonà          | Ecc.            | 22         | 6          | 9          | 7          | CI-Dil          | 2               | 1               | 1               | 0               | -                  | -                  | -                  | -                  | -                  | -           | -           | -           | -           | -           | 24     | 7      | 10     | 7      | 29,17      | Eson., Sub., 10º         |
| 2006-2007       | Sandonà          | Ecc.            | 30+1       | 16+1       | 9          | 5          | CI-Dil          | 4               | 2               | 1               | 1               | -                  | -                  | -                  | -                  | -                  | -           | -           | -           | -           | -           | 35     | 19     | 10     | 6      | 54,29      | 1º (prom.)               |
| 2007-2008       | Sandonà          | D               | 6          | 0          | 3          | 3          | CI-D            | 4               | 1               | 2               | 1               | -                  | -                  | -                  | -                  | -                  | -           | -           | -           | -           | -           | 10     | 1      | 5      | 4      | 10,00      | Eson.                    |
| Totale San Donà | Totale San Donà  | Totale San Donà | 105        | 45         | 36         | 24         |                 | 15              | 7               | 4               | 4               |                    | -                  | -                  | -                  | -                  |             | -           | -           | -           | -           | 120    | 52     | 40     | 28     | 43,33      |                          |
| 2008-2009       | Monselice        | Ecc.            | 11         | 5          | 4          | 2          | CI-Dil          | -               | -               | -               | -               | -                  | -                  | -                  | -                  | -                  | -           | -           | -           | -           | -           | 11     | 5      | 4      | 2      | 45,45      | Sub., 3º                 |
| 2011-2012       | Vigontina        | Ecc.            | 21         | 9          | 2          | 10         | CI-Dil          | -               | -               | -               | -               | -                  | -                  | -                  | -                  | -                  | -           | -           | -           | -           | -           | 21     | 9      | 2      | 10     | 42,86      | Sub., Eson.              |
| feb.-giu. 2013  | Como             | 1D              | 10         | 4          | 2          | 4          | CI-LP           | -               | -               | -               | -               | -                  | -                  | -                  | -                  | -                  | -           | -           | -           | -           | -           | 10     | 4      | 2      | 4      | 40,00      | Sub., 12º                |
| 2013-2014       | Como             | 1D              | 30+1       | 10         | 12+1       | 8          | CI-LP           | 2               | 1               | 0               | 1               | -                  | -                  | -                  | -                  | -                  | -           | -           | -           | -           | -           | 33     | 11     | 13     | 9      | 33,33      | 8º                       |
| 2014-gen. 2015  | Como             | LP              | 20         | 10         | 2          | 8          | CI+CI-LP        | 3+2             | 1+2             | 1+0             | 1+0             | -                  | -                  | -                  | -                  | -                  | -           | -           | -           | -           | -           | 25     | 13     | 3      | 9      | 52,00      | Eson.                    |
| Totale Como     | Totale Como      | Totale Como     | 61         | 24         | 17         | 20         |                 | 7               | 4               | 1               | 2               |                    | -                  | -                  | -                  | -                  |             | -           | -           | -           | -           | 68     | 28     | 18     | 22     | 41,18      |                          |
| dic. 2015-2016  | Renate           | LP              | 19         | 10         | 4          | 5          | CI-LP           | -               | -               | -               | -               | -                  | -                  | -                  | -                  | -                  | -           | -           | -           | -           | -           | 19     | 10     | 4      | 5      | 52,63      | Sub., 11º                |
| lug.-dic. 2016  | Siena            | LP              | 18         | 6          | 5          | 7          | CI+CI-LP        | 1+2             | 0+1             | 0               | 1+1             | -                  | -                  | -                  | -                  | -                  | -           | -           | -           | -           | -           | 21     | 7      | 5      | 9      | 33,33      | Eson.                    |
| dic. 2017-2018  | Bassano          | C               | 18+2       | 8+1        | 5          | 5+1        | CI+CI-C         | -               | -               | -               | -               | -                  | -                  | -                  | -                  | -                  | -           | -           | -           | -           | -           | 20     | 9      | 5      | 6      | 45,00      | Sub., 8º                 |
| 2018-2019       | Vicenza          | C               | 29+1       | 9          | 14+1       | 6          | CI+CI-C         | 2+5             | 1+2             | 1+2             | 0+1             | -                  | -                  | -                  | -                  | -                  | -           | -           | -           | -           | -           | 37     | 12     | 18     | 7      | 32,43      | Eson., Sub., 8º          |
| nov. 2019-2020  | Rimini           | C               | 12         | 2          | 3          | 7          | CI-C            | -               | -               | -               | -               | -                  | -                  | -                  | -                  | -                  | -           | -           | -           | -           | -           | 12     | 2      | 3      | 7      | 16,67      | Sub., 20º (retr.)        |
| sett.-nov. 2020 | Apolonia Fier    | KS              | 5          | 0          | 2          | 3          | CA              | 2               | 1               | 0               | 1               | -                  | -                  | -                  | -                  | -                  | -           | -           | -           | -           | -           | 7      | 1      | 2      | 4      | 14,29      | Resciss.                 |
| mar. 2020-2021  | Legnago          | C               | 9+2        | 4+2        | 3          | 2          | -               | -               | -               | -               | -               | -                  | -                  | -                  | -                  | -                  | -           | -           | -           | -           | -           | 11     | 6      | 3      | 2      | 54,55      | Sub., 16º                |
| 2021-2022       | Legnago          | C               | 24         | 6          | 3          | 15         | CI-C            | 2               | 1               | 0               | 1               | -                  | -                  | -                  | -                  | -                  | -           | -           | -           | -           | -           | 26     | 7      | 3      | 16     | 26,92      | Eson., Sub., 20º (retr.) |
| Totale Legnago  | Totale Legnago   | Totale Legnago  | 35         | 12         | 6          | 17         |                 | 2               | 1               | 0               | 1               |                    | -                  | -                  | -                  | -                  |             | -           | -           | -           | -           | 37     | 13     | 6      | 18     | 35,14      |                          |
| 2022-2023       | Partizani Tirana | KS              | 36         | 20         | 7          | 9          | CA              | 6               | 4               | 1               | 1               | UECL               | -                  | -                  | -                  | -                  | -           | -           | -           | -           | -           | 42     | 24     | 8      | 10     | 57,14      | 1°                       |
| 2024-2025       | Feronikeli       | SK              | 16         | 2          | 7          | 9          | CK              | 1               | 1               | 0               | 0               | -                  | -                  | -                  | -                  | -                  | -           | -           | -           | -           | -           | 17     | 3      | 4      | 10     | 17,65      | Dimiss.                  |
| Totale carriera | Totale carriera  | Totale carriera | 447        | 171        | 135        | 141        |                 | 47              | 23              | 9               | 15              |                    | -                  | -                  | -                  | -                  |             | -           | -           | -           | -           | 494    | 194    | 144    | 156    | 39,27      |                          |

## Palmarès

### Giocatore

#### Competizioni regionali
- Campionato di Prima Categoria Veneto: 1

San Donà: 1983-1984 (Girone F)
- Promozione Veneto: 1

San Donà: 1985-1986 (Girone B)

### Allenatore

#### Competizioni regionali
- Eccellenza Veneto: 1

San Donà: 2006-2007 (Girone B)

#### Competizioni nazionali
- Campionato albanese: 1

Partizani Tirana: 2022-2023